# 5 in het Land
5 in het Land was een actualiteitenprogramma van RTL 5 dat enkel binnenlands nieuws bracht. Het programma was opgezet als tegenhanger van Hart van Nederland op SBS6, wat sinds enkele jaren met succes nieuws uit de regio bracht.
Het programma werd uitgezonden om 19:00 uur en herhaald op de late avond. De eerste uitzending van 5 in het Land was op 2 januari 1997 en de laatste op 28 februari 2003. In 2005 kreeg het programma een vervolg in de late avond van RTL 4, onder de titel 4 in het Land.

## Presentatrices
- Selma van Dijk (1998-2003)
- Margriet van der Linden (1997-1998)
- Mari Carmen Oudendijk (1997-2003)
- Margreet Spijker (1997-2003)
- Diana Sno (1998-2002)